# 高橋麻里
高橋麻里（日语：／ Takahashi Mari，1994年12月15日—）是日本的女性偶像、藝人、聲優，宮城縣仙台市出身。隸屬於object。

## 人物
2006年加入宮城縣仙台市的藝能事務所STEP ONE，後來跟其他成員組成團體「B♭」。
2010年7月7日成為「Dorothy Little Happy」的成員。
2017年10月1日聲優身分加入object。
2017年11月7日為《溫泉女孩》的阿蘇焰配音，也是本人的出道作。
2018年7月10日被選為擔任遊戲《ARCA·LAST 終焉世界與歌姬的果實》中的聲優團體「Kleissis」的成員。
2018年12月16日從Dorothy Little Happy畢業。

## 演出作品
※粗體字為主要角色。

### 電視動畫
2018年
- 25歲的女高中生（學生）

2019年
- 岐阜的田手佳代子（草莓喵[6]）

2024年
- 孤單一人的異世界攻略（副班長C[7]）

2025年
- NUKITASHI 住在拔作島上的我該如何是好？（梅ノ木フク[8]）

### 遊戲
2017年
- 騎士編年史（史卡蕾特）

2018年
- Caligula Overdose
- 溫泉女孩 湯之花收藏（阿蘇焰[9]）

2019年
- ARCA·LAST 終焉世界與歌姬的果實（麻木結音[10]）

### 其他
- 偶像企劃「DreamingDays」（福原由佳[11]）

## 音樂CD

### 角色歌
| 發售日   | 商品名稱                                  | 演唱名義                                                       | 歌曲                            | 備註                                           |
| 2018年   | 2018年                                    | 2018年                                                         | 2018年                          | 2018年                                         |
| -------- | ----------------------------------------- | -------------------------------------------------------------- | ------------------------------- | ---------------------------------------------- |
| 7月13日  | DreamingDays                              | ReRise                                                         | 「DreamingDays」 「Start☆Line」 | 《DreamingDays》相關歌曲                       |
| 8月22日  | Kleissis Chaos                            | Kleissis                                                       | 「Kleissis Chaos」 「」         | 遊戲《ARCA·LAST 終焉世界與歌姬的果實》相關歌曲 |
| 8月22日  | Kleissis Chaos 高橋麻里Ver.               | 高橋麻里                                                       | 「Kleissis Chaos」 「」         | 遊戲《ARCA·LAST 終焉世界與歌姬的果實》相關歌曲 |
| 10月31日 | Another Sky Resonance                     | Kleissis                                                       | 「Another Sky Resonance」 「」  | 遊戲《ARCA·LAST 終焉世界與歌姬的果實》相關歌曲 |
| 10月31日 | Another Sky Resonance 高橋麻里Ver.        | 高橋麻里                                                       | 「Another Sky Resonance」 「」  | 遊戲《ARCA·LAST 終焉世界與歌姬的果實》相關歌曲 |
| 2019年   |                                           |                                                                |                                 |                                                |
| 9月25日  | eschatology/a grand conception "ARCALAST" | Kleissis                                                       | 「」                            | 電視節目《》片尾曲                             |
| 9月25日  | eschatology/a grand conception "ARCALAST" | Kleissis                                                       | 「Ark of promise」              | 遊戲《ARCA·LAST 終焉世界與歌姬的果實》片頭曲   |
| 9月25日  | eschatology/a grand conception "ARCALAST" | Kleissis                                                       | 「」                            | 遊戲《ARCA·LAST 終焉世界與歌姬的果實》片尾曲   |
| 9月25日  | eschatology/a grand conception "ARCALAST" | Kleissis                                                       | 「」 「Into the Abyss」         | 遊戲《ARCA·LAST 終焉世界與歌姬的果實》相關歌曲 |
| 10月16日 | 溫泉女孩完全專輯 Vol.3                    | 阿蘇焰（高橋麻里）、飯坂真尋（吉岡茉祐）、人吉青井（青山吉能） | 「」                            | 《溫泉女孩》相關歌曲                           |

### 组合成员
1. 1 2 3  （田中有紀）、（富田美憂）、（山田麻莉奈）、（高橋麻里）、（山根綺）、（元吉有希子）、（金子有希）

## 外部連結
- 事務所官方簡歷 （页面存档备份，存于）（日語）
- 高橋麻里的X（前Twitter）（日語）
- 高橋麻里的Instagram帳戶（日語）